# IC 4562A
IC 4562A — галактика типу C  M (компактна змішана галактика) у сузір'ї Волопас.
Цей об'єкт міститься в оригінальній редакції індексного каталогу.